# Direkt aus Rödelheim
Direkt aus Rödelheim ist das Debütalbum der Frankfurter Hip-Hop-Gruppe Rödelheim Hartreim Projekt. Es erschien am 24. Januar 1994 über die Labels MCA Music Entertainment und Pelham Power Productions. Am 22. November 2004 wurde es, inklusive sechs Bonussongs, wiederveröffentlicht.

## Produktion
Die Musik des Albums wurde von Moses Pelham sowie den Musikproduzenten Robert Sattler und Martin Haas produziert.

## Covergestaltung
Das Albumcover zeigt ein Schwarz-weiß-Foto der beiden Rapper Moses Pelham und Thomas Hofmann, die mit verschränkten Beinen auf einem Sofa sitzen und den Betrachter ansehen. Im oberen Teil des Covers befinden sich die Schriftzüge RHP, Rödelheim Hartreim Projekt und Direkt aus Rödelheim.

## Gastbeiträge
Auf drei Liedern des Albums treten neben dem Rödelheim Hartreim Projekt andere Künstler in Erscheinung. So ist der Sänger Xavier Naidoo im Song Reime zu hören. Der Titel Wenn es nicht hart ist stellt eine Kollaboration mit der Rapperin Sabrina Setlur (damals noch als Schwester S. auftretend) und dem Rapper Timo S. dar. Außerdem ist der Sprecher Nick Benjamin auf Krieg vertreten.

## Titelliste
| #  | Titel                  | Gastmusiker           | Länge |
| -- | ---------------------- | --------------------- | ----- |
| 1  | In wenigen Sekunden    |                       | 2:57  |
| 2  | Reime                  | Xavier Naidoo         | 4:44  |
| 3  | Keine ist              |                       | 4:02  |
| 4  | Wenn es nicht hart ist | Schwester S., Timo S. | 4:17  |
| 5  | Wahnsinn               |                       | 4:03  |
| 6  | Vision                 |                       | 2:32  |
| 7  | Guter Tag              |                       | 4:59  |
| 8  | Mamaplazda             |                       | 4:03  |
| 9  | Zeit zum Besinnen      |                       | 5:14  |
| 10 | Krieg                  | Nick Benjamin         | 4:36  |
| 11 | Papa                   |                       | 4:00  |

Bonussongs der Wiederveröffentlichung von 2004:
| #  | Titel                             | Gastmusiker | Länge |
| -- | --------------------------------- | ----------- | ----- |
| 12 | Reime (Rödelheim Club Mix)        |             | 6:24  |
| 13 | Reime (Nachtschicht Mix)          |             | 5:24  |
| 14 | Keine ist (Harte Zeiten Club Mix) |             | 5:09  |
| 15 | Keine ist (Stiller Sturm)         |             | 3:42  |
| 16 | Keine ist (live)                  |             | 5:58  |
| 17 | Wenn es nicht hart ist (Phase 3)  |             | 6:15  |

## Chartplatzierungen und Singles
Direkt aus Rödelheim stieg am 25. Juli 1994 auf Platz 97 in die deutschen Albumcharts ein und erreichte am 5. September 1994 mit Rang 31 die Höchstposition. Insgesamt hielt sich der Tonträger mit Unterbrechungen 22 Wochen in den Top 100. In Österreich und der Schweiz konnte sich das Album nicht in den Charts platzieren.
Als Singles wurden die Lieder Reime (Remix), Keine ist und Wenn es nicht hart ist ausgekoppelt, die sich jedoch alle nicht in den Charts platzieren konnten.

## Verkaufszahlen und Auszeichnungen
Für mehr als 250.000 verkaufte Exemplare erhielt Direkt aus Rödelheim im Jahr 2004 in Deutschland eine Goldene Schallplatte und ist somit die kommerziell erfolgreichste Veröffentlichung der Rapgruppe.